# Retaule de Sant Miquel de la catedral d'Elna
El Retaule de Sant Miquel d'Elna, és una pintura al tremp sobre taula d'estil gòtic català, obra del Mestre d'Elna datada a finals del segle XIV. Està dedicat a la divinitat de l'arcàngel Sant Miquel, un dels miles Christi -guerrers de Crist-, juntament amb sant Jordi amb qui comparteix atributs similars, tan sols diferenciats per les ales d'àngel del primer.
Està localitzat a la capella dedicada a la mateixa advocació, al costat de l'Epístola de la catedral d'Elna, al Rosselló. Forma part del catàleg de protecció patrimonial com a Monument històric.

## Història
No existeix documentació directa de l'encàrrec i, per tant, l'autoria i data de creació han estat estimades pels historiadors Post, Gudiol, Durliat i Sureda, principalment.
Mossèn Gudiol situa l'autor com un pintor local jove seguidor dels germans Serra, basant-se en la fesomia dels personatges i en la decoració dels fons de les escenes, com ara les finestres geminades d'estil català a l'escena de la missa de Sant Gregori, una observació ratificada per Marcel Durliat. Núria de Dalmases concreta en Pere Serra com a referent del Mestre d'Elna.
La datació en el darrer quart del segle xiv és coincident en tots els historiadors i addicionalment cal esmentar que la capella de Sant Miquel figura documentada l'any 1380.

## Relat iconogràfic
A més del tradicional Calvari a l'àtic del carrer central del retaules gòtics, les taules recullen actuacions de sant Miquel que formen part, 
de les atribucions de l'arcàngel: 
- batalla del cel contra els àngels caiguts, pesatge de les ànimes en el Judici final, lluita amb el drac i salvació de les ànimes del purgatori.

de miracles seus: 
- miracle del Mont Sant-Michel, la fi de la pesta, episodi del mont Gargano.

Hi ha encara dues escenes que són episodis que complementen, formant pendant, el significat de la taula contigua:
- aparició a Lorenzo Maiorano, bisbe de Manfredònia, on li exigeix la construcció d'un temple al mont Gargano pel miracle descrit a la taula de l'esquerra, i la missa de les ànimes que és la via per aconseguir la seva salvació descrita a la taula de la seva dreta.

## Descripció de les taules
L'obra s'estructura en cinc carrers amb predel·la, descrit per primer cop per Marcel Durliat.
Al carrer central hi ha la imatge principal del retaule que mostra sant Miquel arcàngel clavant la seva llança al cap del drac, representació del diable.［Apocalipsi 12:9］ L'autor ha incorporat altres tres dels set caps del monstre descrits a l'Apocalipsi 12:3. Aquesta taula està coronada per un Calvari on, a més de les figures principals: Jesús a la Creu, la Mare de Déu i sant Joan Baptista, destaca Maria Magdalena postrada als peus de la creu.
Al primer carrer de l'esquerra hi ha dues escenes del llibre de l'Apocalipsi que representen dos passatges previs al de la imatge central: 

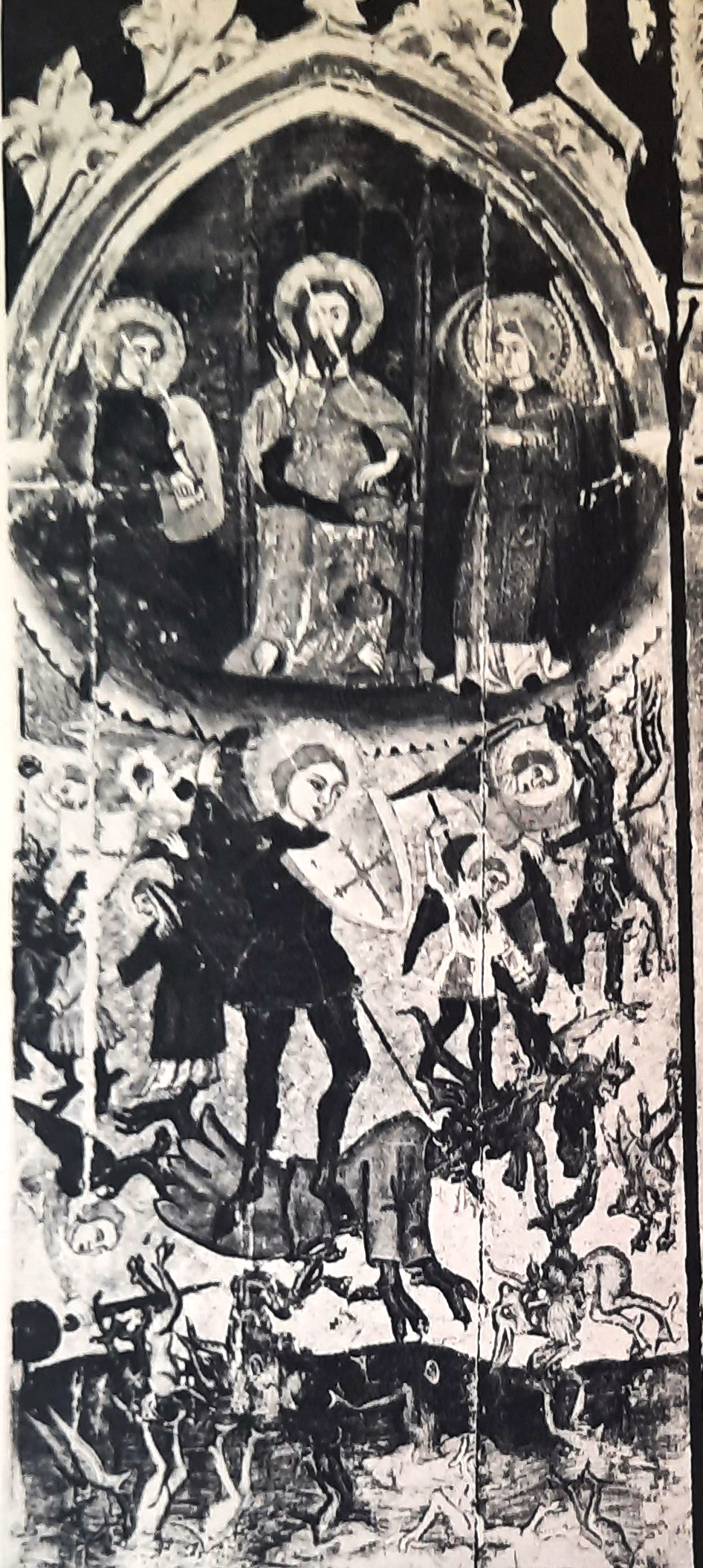

La caiguda dels àngels rebels, a la part alta: 
Aquest episodi es descriu a l'Apocalipsi 12:7-9 així com a l'apòcrif llibre d'Henoc i també va ser recollit posteriorment a la Llegenda àuria. Aquesta escena recull, en una composició vertical, una de les lluites de sant Miquel contra el mal, basada en l'episodi de la batalla del cel que l'arcàngel va lliurar contra els àngels rebels després de l'acte de sedició pel qual el Mal va entrar a l'Univers. La caiguda dels àngels és el punt inicial de la divisió del món en dos camps i, en certa forma, suposa la creació de l'Infern. L'episodi central és el mateix combat que mostra sant Miquel al centre acompanyat del seu exèrcit d'àngels fidels. Sota d'aquest grup, els àngels rebels que cauen vençuts. A la part superior, presidint l'escena, una imatge del Déu Pare acompanyat de dos àngels, qui solemnement anuncia la presència del diable a la terra a l'Apocalipsi 12:10-12.
Miracle del Mont Saint-Michel, a la part d'avall:
Representa el miracle atribuït a l'arcàngel sant Miquel en què ajudava una dona que anava de pelegrinatge cap al Mont Saint-Michel quan es posa de part al mig d'una pujada sobtada de la marea. El sant fa que l'espai on es trobava es mantingui sec i segur fins que torni a baixar la marea. Aquest miracle ha estat també atribuït en altres narracions a la intercessió de la Mare de Déu, un fet que es va recollir a la cantiga Acorrer-nos pode e de mal guardar, la número 96 de les Cantigas de Santa María d'Alfons el Savi.
Aquest miracle, situat en una plana de marea on les pujades del mar són habituals, sembla una adaptació medieval de l'Apocalipsi 12:13-16 on es descriu una dona a punt de donar a llum que és assetjada pel diable per devorar el nadó quan neixi; la dona va ser ajudada per Déu per anar al desert a criar el seu fill i allà el diable «va vomitar com una riuada d'aigua darrere la dona perquè el corrent se l'emportés; llavors la terra es va obrir i la dona i el seu fill es van salvar».［Apocalipsi 12:16-17］

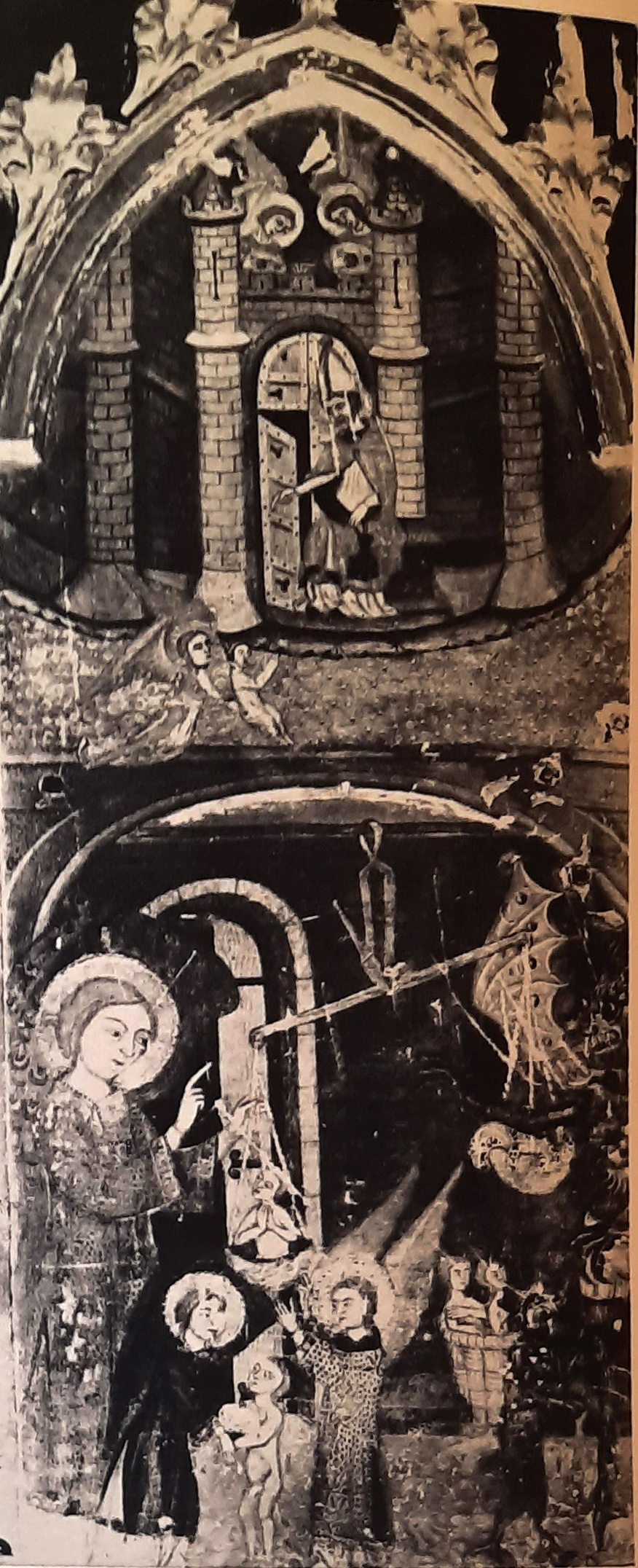

Al carrer situat a l'esquerra del central es representen dues escenes habituals de l'hagiografia del sant arcàngel: 
Pesatge de les ànimes o psicòstasi, a la part alta: 
Presenta la figura de sant Miquel arcàngel amb la bàscula quan està realitzant el pesatge dels mèrits i males accions del difunt per a fixar el seu destí diví. La utilització iconogràfica de la bàscula als textos cristians ja s'esmenta a l'Antic Testament al passatge de Job 31:5-6: «He fet camí amb la mentida?, he corregut cap al frau? Que Déu em pesi amb balances de justícia i reconeixerà la meva integritat!». La tradició va situar aquest arcàngel com l'encarregat en nom de Déu d'executar el pesatge, en associar-lo a la seva missió d'àngel protector del poble elegit. Però amb tot, no es tracta d'una representació d'origen cristià, sinó que es tracta d'una adaptació de l'escena de la psicòstasi egípcia que apareix documentada al Llibre dels Morts, cap al segle xiii aC. La iconografia cristiana s'hauria adoptat des de Bizanci en data indeterminada. Les imatges cristianes més antigues són de creus irlandeses del segle x i varen tenir molta difusió en el romànic, on generalment només apareixia sant Miquel sense la supervisió de Déu. Posteriorment van tenir continuïtat durant el gòtic dins de les escenes de judicis finals amb les dues figures: Déu com a jutge diví i sant Miquel com executor, que és el format representat en aquesta obra.

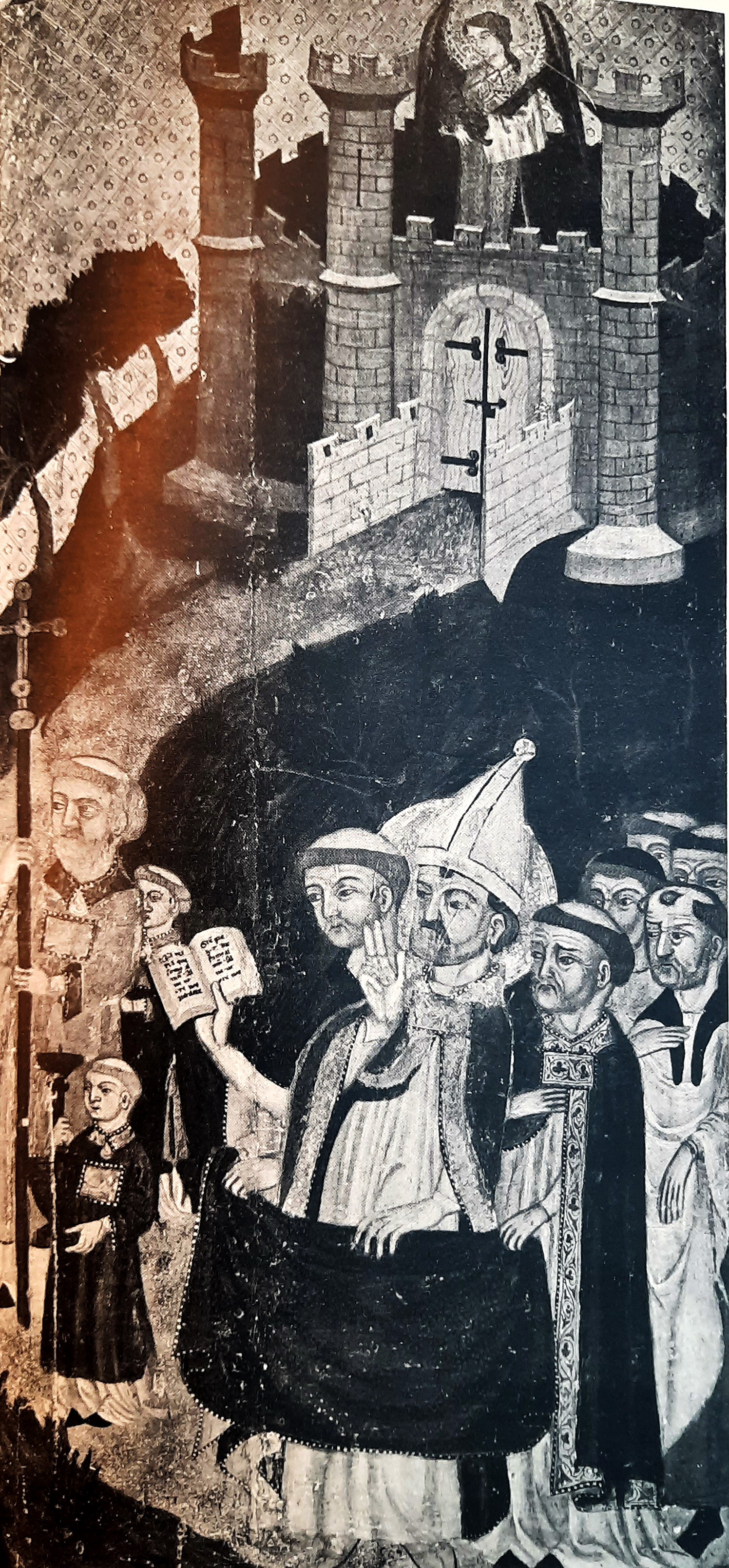

Aparició de Sant Miquel al papa Gregori al castell de Sant'Angelo, a la part inferior: 
A la taula es mostra sant Miquel sobre el mausoleu d'Adrià quan hi circulava una processó rogativa encapçalada pel papa Gregori I. L'arcàngel eixuga la seva ensangonada espasa i l'enfunda. La factura d'aquesta taula denota un coneixement de l'autor de l'estil dominant de la pintura barcelonina.
La iconografia s'inspira en la tercera aparició de Sant Miquel que se cita a la Llegenda àuria de Jacopo della Voragine. S'hi descriu com a finals del segle VI una epidèmia de pesta va assolar Roma i, entre les seves víctimes hi havia el papa Pelagi II. Va ser succeït pel papa Gregori I (540-604) qui preocupat per la magnitud de l'epidèmia havia pregat per tal que s'acabés. Per Pasqua va ordenar fer una processó per la ciutat portant una imatge de la Marededéu conservada a Santa Maria la Major, que era considerada com un retrat autèntic pintat per Sant Lluc, en súplica del cessament de la pesta. Llavors va sentir un cants d'àngels i va divisar l'arcàngel Miquel embeinant l'espasa a la part més alta del mausoleu d'Adrià. El gest va ser interpretat com un senyal de la fi de l'epidèmia, tal com ja havia succeït a l'episodi de l'antic Testament recollit a 1 Cròniques  21:1-27, on Jehovà castigava el seu poble pel pecat d'orgull i que va cessar quan «.. el Senyor va manar a l'àngel que tornés l'espasa a la beina».
Per a commemorar-ho es va aixecar una capella en el seu honor i l'edifici va passar a anomenar-se Castell de Sant'Angelo. La difusió d'aquesta llegenda per tot Europa va fer aparèixer altres santuaris, alguns de tanta fama com el del Mont Saint-Michel.
Al carrer a la dreta del central hi ha dues escenes, una de la vida de l'arcàngel i la segona relacionada amb el papa Gregori.
Miracle del mont Gargano, a la part superior:
És una altra narració present a la Llegenda àuria de Iacopo da Varazze i està referida a un episodi que va tenir lloc a prop de la ciutat de Sipontum a la regió de la Pulla. Un pastor anomenat Gargano propietari d'un gran remat d'ovelles i bous, va comprovar que un d'ells s'havia escapat. El va buscar i, en trobar-lo al cim d'una muntanya davant d'una cova, enfurismat li va llençar una fletxa. Miraculosament es va desviar amb el vent i va tornar cap a l'arquer. Els habitants de Sipontum, impressionats per l'incomprensible fet es varen adreçar al bisbe mirant de trobar una interpretació. Aquest va ordenar fer tres dies de rogatives i dejuni, al termini dels quals, sant Miquel se li va apareix en un somni al bisbe de Manfredònia, Lorenzo Maiorano, i li va fer saber que va ser ell l'artífex dels fets per a demostrar la seva condició de custodi del lloc. El bisbe i els sipontins varen pujar en processó a la muntanya, anomenada "mont Gargano" en record del pastor, per orar davant la cova, un lloc en el qual sant Miquel va construir un temple.
Les dues primeres representacions del gòtic català d'aquest episodi, d'altra banda de molt predicament en la iconografia del sant de l'època, són la Taula de Sant Miquel del Mestre de Soriguerola i el Frontal d'altar dels Arcàngels del Mestre de Sant Pau de Casserres, ambdues exposades al Museu Nacional d'Art de Catalunya. El Mestre d'Elna va fer en aquest retaule una innovació respecte a representacions anteriors com les esmentades. L'autor presenta en una única taula una síntesi de la temàtica escatològica de sant Miquel: el miracle de la fletxa, amb el santuari construït miraculosament pel mateix arcàngel, i la processó dels sipontins amb el bisbe al capdavant. Aquest tractament sintètic esdevindrà una fórmula emprada a retaules posteriors de pintura catalana, fins a la segona meitat del segle XV.
Missa d'ànimes, a la part inferior:
Aquesta escena juntament amb el pesatge de les ànimes acostumen a estar representades en retaules del Judici Final, però també es troben, com en aquest cas, a retaules dedicats a Sant Miquel.
La missa d'ànimes és una representació de la iconografia escatològica que pretén ser un ajut dels vius per a rescatar les ànimes del purgatori. D'aquest ritu se'n deriven les actuals misses de difunts i, si bé tenen els seus orígens des de sant Agustí fins als escolàstics, va ser el papa sant Gregori el Gran qui va perfilar la doctrina de la intercessió dels vius dins del llibre IV dels seus Diàlegs on manifestava: "Si es tracta de faltes que no són indelebles després de la mort, l'ofrena sagrada de l'hòstia saludable és, en general, d'una gran ajuda per a les ànimes, fins i tot després de la mort, i es veu a vegades a les ànimes dels difunts en reclamar-la".
La imatge capta el moment de l'alçament de l'hòstia.
Al carrer dret del retaule hi ha dues escenes, una relacionada amb el mont Gargano i la segona amb l'activitat salvadora d'ànimes de l'arcàngel.
Aparició de Sant Miquel al bisbe de Manfredònia, a la part superior:
Segons el Liber de apparitione Sancti Michaelis, va haver tres aparicions de sant Miquel a la zona del mont Gargano.
Miracle del mont Gargano: se situa l'any 490 i correspon als fets a la taula del costat. Al bisbe se li va aparèixer l'arcàngel en un somni per explicar-li la seva intervenció.
La visió de sant Miquel en la batalla de Manfredònia: té a veure amb la intervenció militar de sant Miquel en favor dels cristians de Sipontum que estaven enfrontats amb els napolitans pagans, l'any 492.
La consagració de la cova: està relacionada amb la primera, sant Miquel se li torna a aparèixer al bisbe l'any 493 per demanar-li que consagri el temple de la gruta del Galgano, i estableixi culte regular.
La imatge d'aquesta taula mostra sant Miquel sostenint un filacteri amb el missatge que venia a comunicar. Probablement està referida a la tercera aparició, tancant així el relat del mont Gargano.

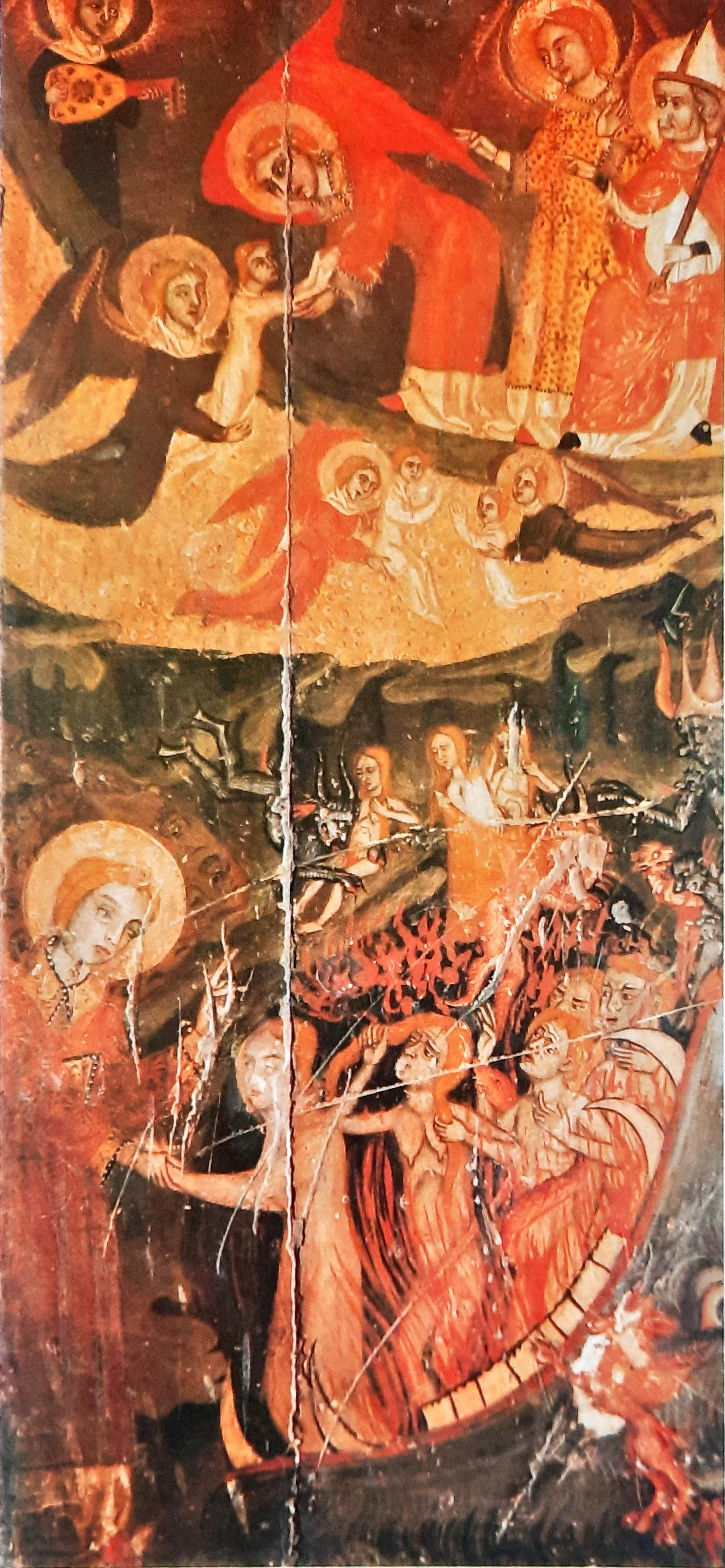
Salvació de les ànimes

Salvació d'ànimes del Purgatori, a la part inferior:
Representa el descens de Sant Miquel Arcàngel al Purgatori a recollir les ànimes que han rebut les indulgències per a pagar els seus pecats i poder ser lliurades a Sant Pere per a ser acollides al Paradís.
L'escena mostra, a la dreta la gola oberta del Leviatan, que representa la boca de l'infern, de la qual surten un clergue, dues figures (una d'elles masculina), i dues dones, una estirant-se els cabells i l'altra allargant les mans cap a l'àngel que l'acull. Quasi al centre de l'escena, un dimoni llença foc als genitals d'una condemnada de llargs cabells, mentre altres dues ho contemplen dalt del llom d'un diable que les porta cap a Llucifer, que acosta una grapa cap a elles.
Una mica més amunt s'observen tres àngels que pugen cap el cel portant els benaventurats i un d'ells està sent lliurat a un àngel celestial.
Estilísticament, la taula incorpora els tres estadis que intervenen a les representacions escatològiques: el terrestre, on s'obra la boca de l'infern per portar els justos al nivell de transició que està representat per un mig corn daurat on les ànimes són vestides i portades enlaire cap al nivell celestial, on sant Pere els rep. L'artista condensa els tres estadis en una taula aconseguint una transició ascendent cap el Paradís, jugant amb la dimensió dels àngels de cada nivell per aconseguir un efecte de perspectiva.

Predel·la
La predel·la tenia cinc imatges, una per cada columna, si bé les dues dels extrems estan desaparegudes.
Les tres restants corresponen a L'arcàngel Sant Miquel, la Mare de Déu alletant en posició de Sedes sapientiae, i l'arcàngel Sant Rafael.